# Catedral de San Ignacio (San Ignacio de Velasco)
La Catedral de San Ignacio o simplemente Catedral de San Ignacio de Velasco es el mamá 
El templo que sigue el rito romano o latino empezó a ser construido en 1748 con el impulso de los misioneros jesuitas y fue terminado en 1761. Sufrió por un incendio en 1948 pero fue reconstruida entre 1998 y 2001.
Funciona como la sede o iglesia principal de la Diócesis de San Ignacio de Velasco (Dioecesis Sancti Ignatii Velascani) que fue creada como vicariato apostólico por el Papa Pío XI en 1930 y fue elevada a su actual estatus en 1994 mediante la bula "Solet catholica" del papa Juan Pablo II.
Esta bajo la responsabilidad pastoral del obispo Robert Herman Flock Bever.

## Véase también

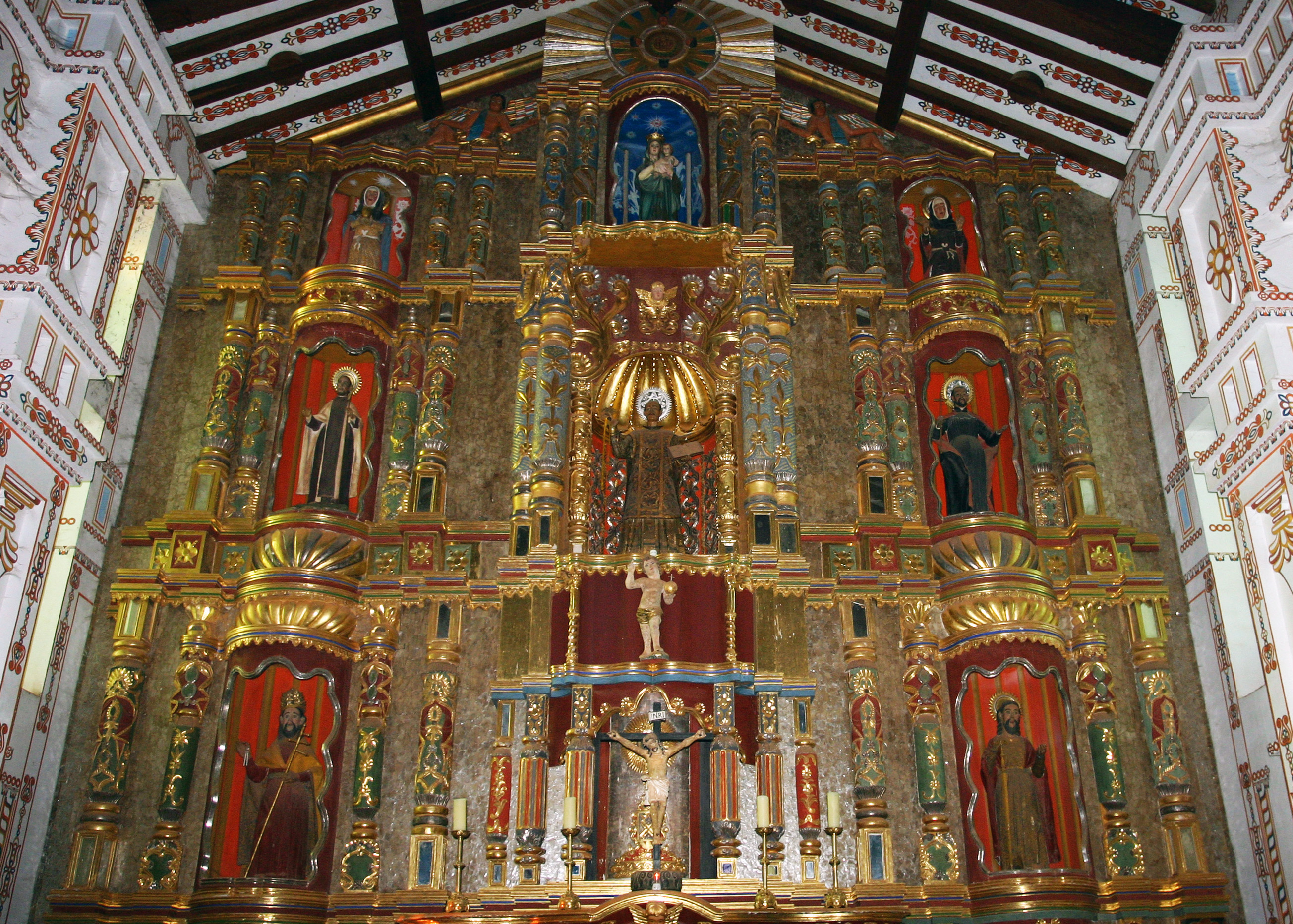
Vista interna